# Edizioni Suvini Zerboni
Edizioni Suvini Zerboni (рус. Издательство Сувини и Дзербони) — итальянское музыкальное издательство. Учреждено в 1907 году на основе одноимённой театральной компании Эмилио Сувини и Луиджи Дзербони, занимавшейся постановками оперетт (в частности, «Весёлой вдовы» Легара в 1906 году) и владевшей несколькими театрами в Милане. 
Смещению акцента в сторону издательской деятельности способствовало приобретение у Эдоардо Сонцоньо целого каталога партитур. Издательство окончательно выделилось в независимую компанию в 1930-х годах под началом Паоло Джордани. За последующие несколько десятилетий, во многом за счёт инициатив Ладислао Шугара, выкупившего издательство у своего друга Джордани, его каталог существенно расширился, помимо опереточной классики, вобрав в себя и цвет итальянской музыки XX века. 
В числе композиторов, сотрудничавших с издательством, были Луиджи Даллапиккола, Гоффредо Петрасси, Бруно Мадерна, Лучано Берио, Джорджо Федерико Гедини, Ильдебрандо Пиццетти, Джан Франческо Малипьеро и Риккардо Малипьеро. 
Начиная с 1950-х годов «Suvini Zerboni» представляет в Италии ряд авторов немецкого издательства «Schott» (Стравинский, Орф, Хиндемит, Рихард Штраусс, Ноно, Лигети и др.). Позднее издательством были приобретены права на сочинения Никколо Кастильони, Франко Донатони (одно время работавшего в «Suvini Zerboni» редактором), Альдо Клементи и других современных композиторов. 
Также издаётся значительное число методических пособий, в частности, по Орф-педагогике. Каждые четыре месяца публикуется вестник издательства «ESZ News».